# Vonore
Vonore est une ville des États-Unis située dans les comtés de Blount et de Monroe, dans l'État du Tennessee. 
En 2010, sa population est de 1 474 habitants.